# نهائي كأس ملك إسبانيا 2012
نهائي كأس ملك إسبانيا 2012 هو النهائي العاشر بعد المئة في إطار بطولة كأس إسبانيا التي بدأت سنة 1902 ، جمعت المباراة النهائية ناديّ برشلونة وأتلتيك بيلباو بتاريخ 25 مايو 2012 على ملعب فيسنتي كالديرون في مدينة مدريد وتمكن نادي برشلونة من تحقيق البطولة بعد الفوز بنتيجة 3-0 .

## التفاصيل
| برشلونة                                                           | 3–0 | أتلتيك بيلباو        |
| ----------------------------------------------------------------- | --- | -------------------- |
| بيدرو رودريغز 3' 25' · ليونيل ميسي 20' · المدرب · جوسيب غوارديولا |     | المدرب مارسيلو بيلسا |